# Ordre du Mérite civil (France)
Pour les articles homonymes, voir Ordre du Mérite civil.
L’ordre du Mérite civil du ministère de l'Intérieur, créé par décret no 57-1135 en date du 14 octobre 1957 en France, était destiné à récompenser les personnes ayant rendu des services signalés soit à l'État dans le cadre des attributions du ministère de l'Intérieur, soit aux départements, aux communes et aux établissements publics.
L'ordre comprenait trois classes : chevalier, officier et commandeur. L'ordre était géré par le ministre de l'Intérieur, assisté d'un Conseil de l'ordre.

## Histoire
L'ordre du Mérite civil fut créé par le ministère de l'intérieur le 14 octobre 1957 à la suite du décret no 57-1135. Celui-ci à pour but de récompenser les personnes ayant rendu des services signalés soit à l'État dans le cadre des attributions du ministère de l'intérieur, soit aux départements, aux communes et aux établissements publics.
À la suite du décret no 63-1196 du 3 décembre 1963 portant création de l'ordre national du Mérite, l'ordre du Mérite civil est dissous, cependant les titulaires de l'Ordre continuent à jouir des prérogatives qui y sont attachées.

## Nomination
Pour pouvoir être reçu dans l'ordre du Mérite civil, il faut être âgé de trente ans et de jouir de ses droits civils et de justifier dix ans de services rendus.
Les étrangers peuvent également admis dans l'ordre sans conditions d'âge ou d'ancienneté s'ils ne vivent pas en France; pour ce qui est des étrangers vivant en France, ils devront suivre les mêmes conditions que les citoyens français.

## Conseil de l'ordre
Le conseil de l'ordre est composé d'un membre du conseil de la Légion d'honneur, le directeur du cabinet du ministre, le secrétaire général du ministère de l'Intérieur, le directeur du personnel du ministère de l'Intérieur, six personnalités désignées par le ministre de l'Intérieur soit parmi les élus locaux, soit parmi de hauts fonctionnaires.
Les membres du conseil sont de droit commandeurs de l'ordre du Mérite civil.

## Apparence
L'insigne de chevalier est étoile émaillé bleu en argent de 40 mm comportant huit grandes branches et huit petites alternées et reliées entre elle par des rayons de métal ciselé. Au centre à l'avers se trouve l'effigie de la République française et au revers se trouve « Ordre du Mérite civil du ministère de l'Intérieur ».
L'insigne est suspendu à un ruban de 37 mm de largeur de couleur bleue portant au milieu une bande noire de 2 mm de largeur entre deux bandes blanches de même taille. Celle d'officier est de 40 mm en vermeil suspendue au même ruban que celui de chevalier mais avec une rosette de 22 mm. L'insigne de commandeur est de 60 mm est en vermeil suspendu à une cravate par bélière constituée des lettres R. F..

## Grades

Chevalier
Officier
Commandeur